# Eugeniusz Tkaczyszyn-Dycki

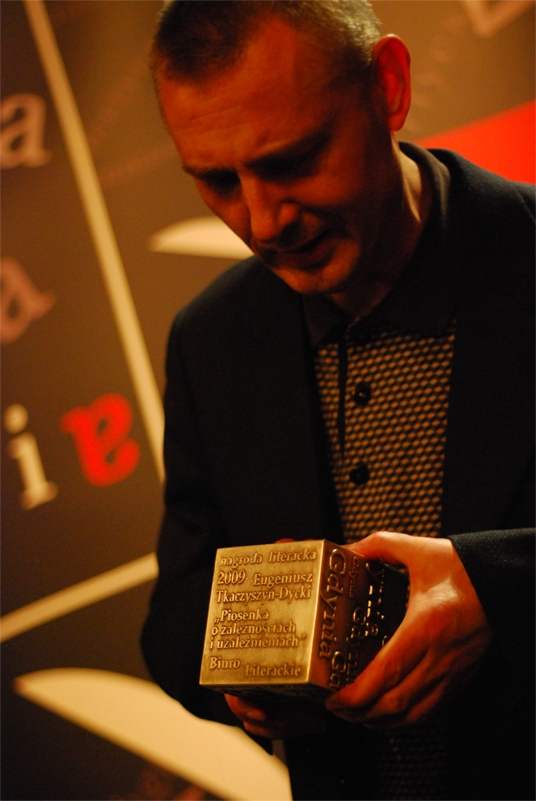
Eugeniusz Tkaczyszyn-Dycki nhận Giải thưởng Nike 2009

Eugeniusz Tkaczyszyn-Dycki (sinh năm 1962) là một nhà thơ người Ba Lan.
Eugeniusz Tkaczyszyn-Dycki sinh tại Wólka Krowicka lân cận Lubaczów. Ông là tác giả của chín tập thơ và một số bài viết cho tạp chí Kresy. Ông có một người chị gái tên là Wanda Tkaczyszyn và một cháu trai tên là Matthew Reitmajer sinh sống ở Mỹ. Eugeniusz Tkaczyszyn-Dycki từng đoạt Giải thưởng Kazimiera Iłłakowiczówna, Giải thưởng Barbara Sadowska, Giải thưởng Ngày văn học Ba Lan-Đức, Giải thưởng văn học Gdynia và Giải thưởng Paszport Polityki. Các nhà phê bình từ tạp chí nghệ thuật Ha! đã xuất bản một cuốn sách về ông có tựa đề Jesień już Panie a ja nie mam domu. Tác phẩm Piosenka o zależnościach i uzależnieniach ("A Song of Dependencies and Addictions") giúp Eugeniusz Tkaczyszyn-Dycki vinh dự nhận giải thưởng văn học hàng đầu của Ba Lan – Giải thưởng Nike – vào năm 2009.

## Tác phẩm tiêu biểu

### Thơ
- 1990: Nenia i inne wiersze,[1] Lublin
- 1992: Peregrynarz,[1] Warsaw
- 1994: Młodzieniec o wzorowych obyczajach[1] Warsaw
- 1997: Liber mortuorum,[1] Lublin
- 1999: Kamień pełen pokarmu. Księga wierszy z lat 1987-1999,[1] Kraków
- 2000: Przewodnik dla bezdomnych niezależnie od miejsca zamieszkania,[1] Legnica
- 2003: Daleko stąd zostawiłem swoje dawne i niedawne ciało,[1] Kraków
- 2003: Przyczynek do nauki o nieistnieniu,[1] Legnica
- 2005: Dzieje rodzin polskich,[1] Warsaw
- 2006: Poezja jako miejsce na ziemi. (1988–2003),[1] Warsaw
- 2008: Piosenka o zależnościach i uzależnieniach,[1] (Awarded Nike 2009), Wrocław
- 2009: Rzeczywiste i nierzeczywiste staje się jednym ciałem.111 wierszy,[1]

### Văn xuôi
- Zaplecze, Legnica, 2002